# Isocã
Isokan é uma área do governo local em Osun (estado), Nigéria. Sua sede está na cidade de Apomu 7° 20′ 00″ N, 4° 11′ 00″ L.
Possui uma área de 179 km² e uma população de 102 060 no Censo de 2006.
O código postal da área é de 221.